# Matthäus Cornelius Münch

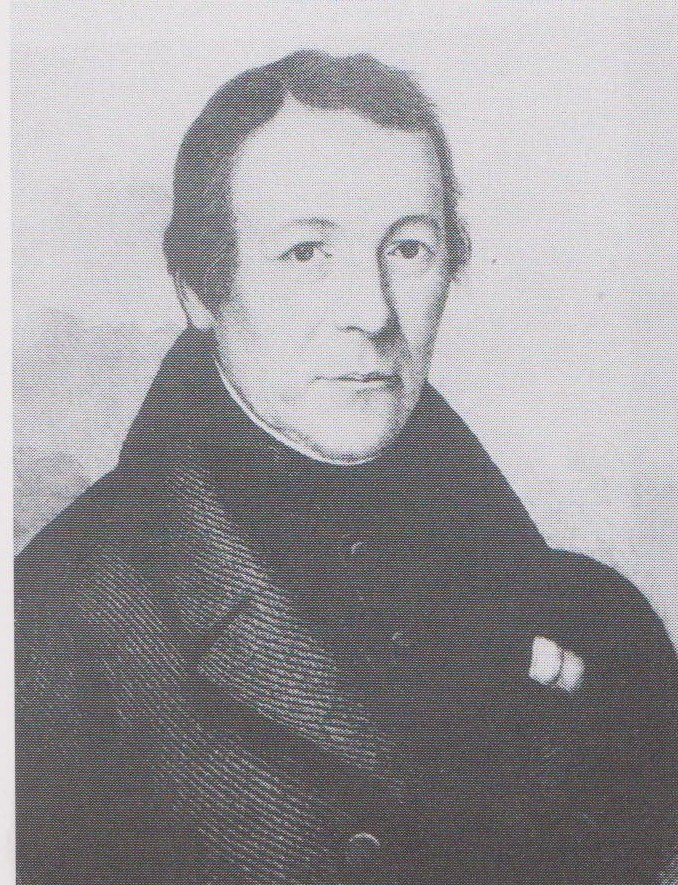
Münch vor 1827

Matthäus Cornelius Münch, ab 1848 von Münch (* 14. September 1771 in Thengenstadt; † 12. Januar 1853 in Unlingen), war ein deutscher römisch-katholischer Priester und Pädagoge.

## Leben
Münch studierte an der Universität Innsbruck und wurde 1799 zum Priester geweiht. Von 1805 bis 1827 war er Pfarrer in Gattnau. Ab 1809 war er Schulinspektor. Am 25. Oktober 1826 wurde ihm die Rektorenstelle am neugegründeten Gmünder Lehrerseminar übertragen. Er gilt als Gründungsrektor der Anstalt, die bereits 1825 ihren Lehrbetrieb aufgenommen hatte. Seine Ansichten zur Lehrerbildung gelten nach Reinhard Kuhnert heute als modern.
1830 ging er als Schulinspektor nach Gattnau zurück. 1848 wurde ihm der Orden der Württembergischen Krone im Rang eines Ritters verliehen. Damit wurde er ihm der persönliche Adel verliehen. Münch wurde auf dem Friedhof von Unlingen bestattet.

## Publikationen
- Universal-Lexicon der Erziehungs- und Unterrichtslehre für ältere und jüngere christliche Volksschullehrer, 3 Bände, Augsburg 1842 (3. erweiterte Auflage 1859/1860).